# East Heddon
East Heddon var en civil parish 1866–1955 när det uppgick i Heddon-on-the-Wall, i grevskapet Northumberland i England. Civil parish var belägen 7 km från Prudhoe och hade 65 invånare år 1951.